# Lucas Gassel

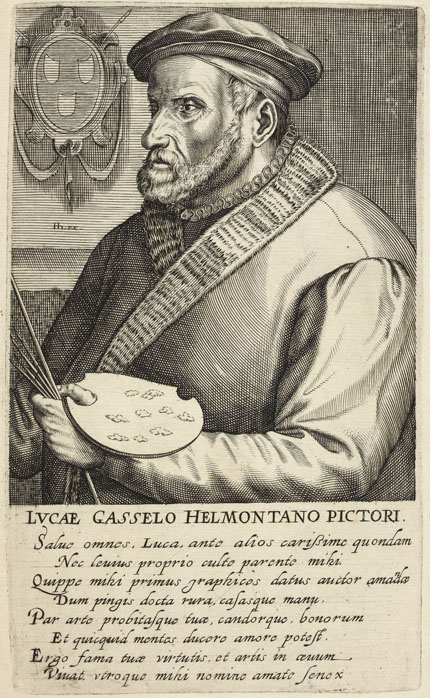
Lucas van Gassel (portret in Pictorum aliquot celebrium, 1610

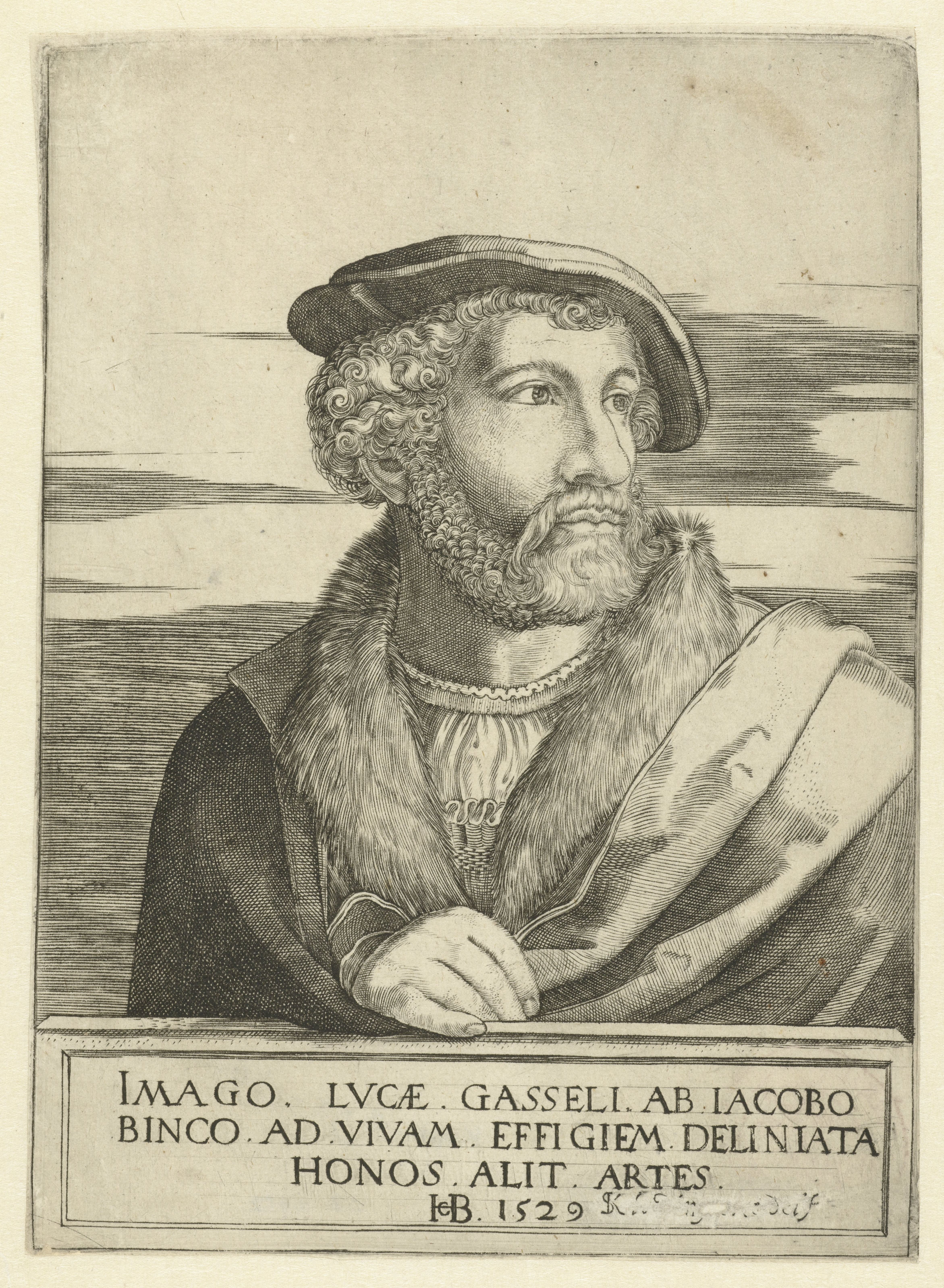
Portret van de jonge Lucas Gassel door Jacob Binck

Lucas Gassel (Helmond, Noord-Brabant, ca. 1488 – Brussel, 1568/69) was een kunstschilder uit de late renaissance die gerekend wordt tot de Antwerpse School. Met Herri met de Bles en Pieter Bruegel de Oude was hij bepalend voor de ontwikkeling van de Nederlandse landschapsschilderkunst na Joachim Patinir. Hij is een nazaat van de eeuwenoude Helmondse familie Van Gastel (ook Van Gasselt en Van Gassel) en komt daarom ook voor als Lucas Gassel van Helmont en Lucas van Helmont.
In de ontwikkeling van het landschap als zelfstandig genre vormde hij met zijn werk een brug tussen Joachim Patinir (1483-1524) en Pieter Bruegel de Oude (1525/30-1569). Bij het kunstminnende publiek uit de 16de, 17de en 18de eeuw stond Gassel bekend als meester van de Nederlandse landschapsschilderkunst. Hij had een duidelijke voorkeur voor het buiten-stedelijke, natuurlijke en weidse landschap, waarbij zijn kundigheid op het gebied van dieptewerking, detaillering en kleurgebruik ten opzichte van zijn tijdgenoten opviel. Op de voorgrond van zijn landschappen plaatste hij dikwijls scènes uit Bijbelse geschriften of de klassieke oudheid. In zijn landschappen toonde hij zich een kenner van het plattelandsleven van de 16de eeuw.

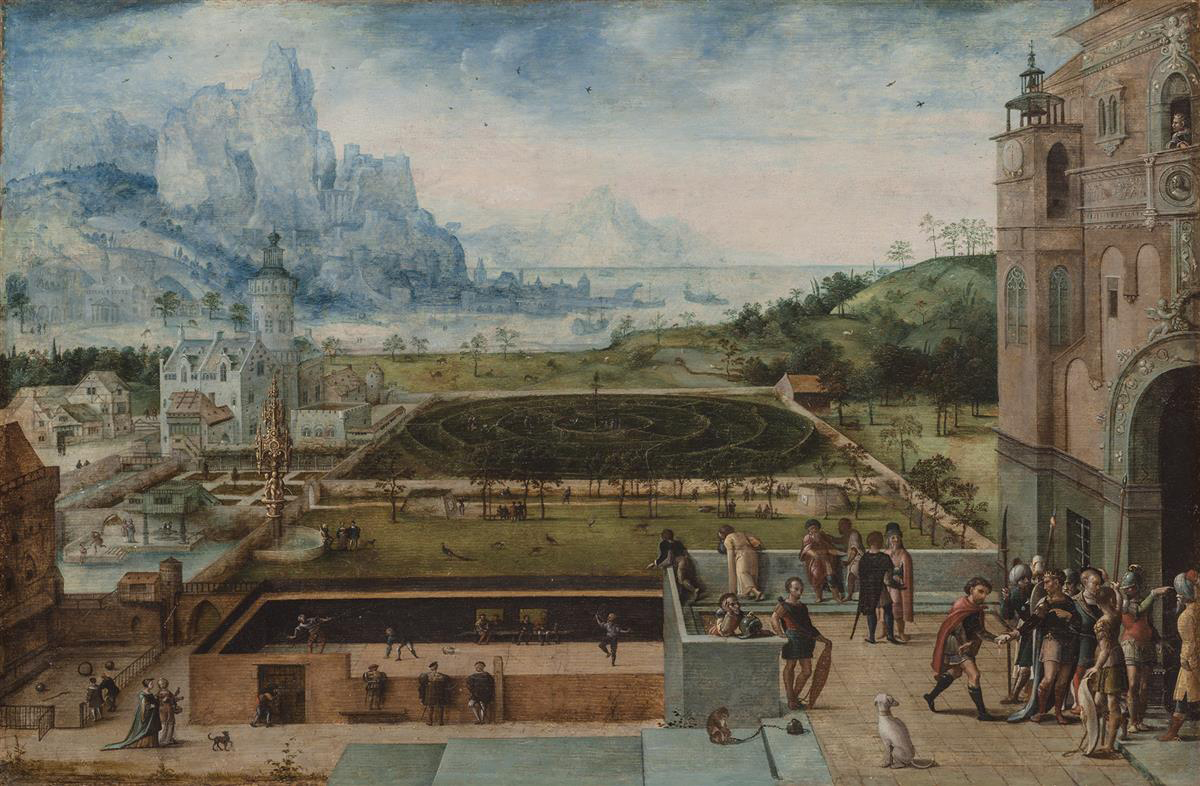
Landschap met David en Bethsabe toont het hofleven zoals Gassel dat moet gekend hebben, met in de voorgrond een vroege vorm van tennis, verderop een haaglabyrint en links een fontein met Manneken Pis. Van dit schilderij bestaan zeker negen versies.

## Leven
Lucas Gassel was het oudste kind van Jan Thonissoen van Gasselt (Deurne, N.-B., ca. 1463 – Helmond, 1512) die ook schilder was en in Helmond daarom 'Jan den maelre' genoemd werd. Jan werd geboren in Deurne als zoon van Thonis van Gasselt. Als schilder vestigde hij zich in het naburige Helmond, een stadje met destijds zo'n 400 huizen, waar hij in 1494 het poorterschap verkreeg. In 1512 stierf Jan in zijn huis aan de Markt. Zoon Lucas en Jans broer Jacob handelden zijn nalatenschap af in 1514. Hierna is van Lucas geen levensteken meer in Helmond vernomen.
Zijn nicht Adriana, dochter van Lucas' zus Marie, verkoopt op 9 november 1569 een jaarrente, die in 1431 in Deurne is gevestigd uit een onroerend goed in Liessel. Adriana verklaart bij de verkoop, dat ze het recht op die rente had verkregen van haar oom Lucas.

## Werk
Men neemt aan dat Gassel de grondbeginselen van het schildersvak van zijn vader heeft geleerd en dat hij vlak na of misschien al even voor de afhandeling van de nalatenschap van zijn vader, naar Antwerpen is vertrokken. De stad aan de Schelde was de Brabantse kunstenaarshoofdstad van Noord-Europa. Daar bewoog hij zich in de artistieke kring rond Joachim Patinir (1483-1524) en na diens dood in die rond Herri met de Bles (1510-1550). Later heeft hij samengewerkt met Joos van Cleve (1485-1541) en Pieter Coecke van Aelst (1502-1550) waarbij dezen de figuren schilderden en Gassel de landschappen voor zijn rekening nam. Het is niet onwaarschijnlijk dat Gassel ook een reis naar Italië heeft gemaakt om zich op de hoogte te stellen van de werken van beroemde kunstschilders. Klassieke gebouwen die hij schilderde wijzen daarop, hoewel hij ook gebruik maakte van Italiaanse architectuurprenten. Rond 1535 verhuisde hij binnen het Hertogdom Brabant naar regeringsstad Brussel, waar hij rond 1569 op hoge leeftijd is overleden. In Brussel heeft Gassel het meeste eigen werk gemaakt, waarbij opviel dat hij, waarschijnlijk in opdracht van de adel, het geheel of delen van de schitterende paleizen van de stad heeft afgebeeld.

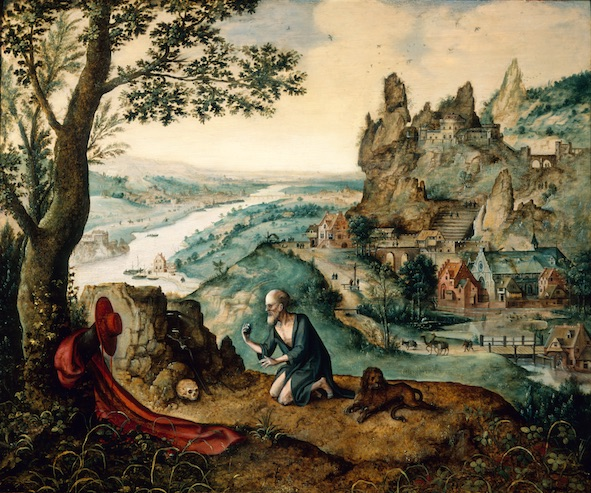

Lucas Gassel schilderde vooral landschappen die voorzien waren van Bijbelse allegorieën die een sterke mate van detaillering kennen. Hij werd zeer populair in de Zuidelijke Nederlanden hoewel van hem gezegd werd dat hij niet erg veel schilderde. In zijn beroemde Schilderboeck uit 1604 schrijft Carel van Mander (1548-1606) bijvoorbeeld: 'Gassel wrocht seer wel van lantschap in oly en waterverwe, doch hij wrocht niet veel. Hy was een vriendelijk goet man en een soet prater'. Op deze constatering valt het nodige af te dingen. Er zijn in de loop van de tijd veel 16de  eeuwse werken verloren gegaan. Ook van Lucas Gassel. Desondanks zijn er 23 gesigneerde werken (schilderijen, tekeningen en prenten) van hem bekend. Daarnaast zijn 71 werken aan hem toegeschreven, waarvan 36 die hij waarschijnlijk zelf heeft gemaakt, drie in samenwerking met anderen en 32 met het predicaat 'leerling van Gassel', 'uit de werkplaats van Gassel' of 'uit de omgeving van Gassel'. Daaruit mogen we concluderen dat zijn productie groter was dan tot nu toe werd aangenomen en dat hij in Brussel een winkel-atelier met leerlingen moet hebben gehad.
Van Mander merkt ook op dat het schilderen van figuren niet de sterkste kant van Gassel was, deze liet hij soms invullen door anderen zoals Pieter Coecke van Aelst, Joos van Cleve en oud-stadgenoot Marcellus Coffermans (Helmond, 1524 – Antwerpen, 1581) – ook wel Marcel van Helmont – genoemd. Zoals gebruikelijk in die tijd schilderde hij op paneel. Met zijn originele tekenachtige wijze van schilderen gaf hij zijn werken een sterk verhalend karakter. Naast schilderijen maakte hij ook tekeningen – Gassel was een uitstekende tekenaar – en prenten. Hij werkte, zoals ook o.a. Pieter Bruegel, voor de Antwerpse schilder/uitgever Hiëronymus Wellens de Cock (1518-1570). Op latere leeftijd heeft hij regelmatig ontwerpen gemaakt voor gravures, onder meer een vijftal Bijbelse prenten die gestoken werden door de gebroeders Van Doetecum en in omloop gebracht door Wellens de Cock.

## Vriendschap
Gassel was bevriend met Dominicus Lampsonius (1532-1599) die in 1572 in het volgende gedicht blijk gaf van zijn vriendschap, genegenheid en bewondering voor hem:
Ghy Lucas weest ghegroet, voor allen and'ren weert.
Die van my zijt niet min als eyghen Vader gh'eert,
Die my ghegheven zijt ten eersten een beginder,
Van dat ick worden ben een Schilder-const beminder.
Als ghy Landtschap en hut maelt met gheleerde handt
U vroomheyt was ghelijc u Const en u verstandt.
En al dat 't vromer hert door liefde can gheleyden:
Daerom laet van u deucht en Const t'gherucht uytbreyden
En stadich leven oock van nu tot alder tijdt,
O oudt Man, die my lief om twee oorsaken zijt.
Lampsonius nam Gassel in 1572 op in zijn publicatie Pictorium aliquot celebrium Germaniae Inferioris effigies, een uitgave met portretten van beroemde schilders uit de 16de eeuw die hij voorzag van een gedicht. Het portret van Gassel werd gemaakt door Jan Wierix (1549-1620). Er bestaat ook een portretgravure uit 1529 van de hand van Jacob Binck toen Gassel ca. 40 jaar oud was. Beide gravures van de oude en de jonge Gassel zijn hier afgebeeld.
Gezien de kleding – de baret en de gladde lakense mantel met bontkraag – kan worden aangenomen dat hij in 1529 reeds een niet onbemiddelde meester-schilder was. Zijn latere jaren in Brussel zijn het meest vruchtbaar geweest en daar groeide hij ook uit tot een van de grootste kunstschilders van de 16de eeuw. Het eerste gesigneerde en gedateerde werk van Gassel is Landschap met de genezing van de lamme uit 1538. Zijn laatste werk is de tekening Abraham en de drie engelen uit 1568, waarbij opviel dat de perspectieflijnen schuin naar boven lopen, terwijl wij als beschouwer op een verhoging lijken te staan en frontaal naar het geheel kijken. Het vermoeden bestaat dat Gassel de laatste jaren van zijn leven ziekelijk was en op bed nog tekeningen heeft gemaakt, hetgeen het vreemde perspectief kan verklaren.

## Erkenning
Werken van Lucas Gassel van Helmont bevinden zich in musea over de hele wereld, onder meer in Praag, Berlijn, Boston, Antwerpen, Wenen, Brussel, Indianapolis, Parijs, Maastricht en Helmond. Daarnaast in galeries en privé verzamelingen.
In Helmond, Eindhoven, Rosmalen en 's-Hertogenbosch zijn straten naar hem vernoemd.
Op initiatief van de auteurs van het boek Lucas Gassel, meester-schilder uit Helmond (2019) werd hij in 2020 bij gelegenheid van de 450ste sterfdag groots herdacht. In Museum Helmond is toen voor het eerst een grote overzichtstentoonstelling van zijn oeuvre ingericht.
Het hele jaar door zijn er bovendien in de stad tal van activiteiten georganiseerd onder regie van de Stichting Lucas Gassel. Deze Stichting is na afloop van het herdenkingsjaar opgeheven en begin 2021 opgevolgd door de Stichting Genootschap Lucas Gassel met als doel de naam en faam van 'Helmonds grootste kunstenaar aller tijden' voor een breed publiek levend te houden. Daartoe heeft het Genootschap in oktober 2021 in het Burgemeester Geukerspark in het centrum van Helmond een bronzen buste van Gassel onthuld, gemaakt door kunstenares Trudy Broos. Daarnaast worden er concerten en lezingen georganiseerd waarbij dieper op Gassels betekenis wordt ingegaan. Ook worden er schoolprojecten ontwikkeld.

## Gesigneerde werken
- De genezing van de kreupele (lamme), olieverf op paneel, 49x62 cm., gesigneerd LG en gedateerd 1538, voorheen collectie Von Derschau Nürnberg en collectie Weber Hamburg, daarna collectie Cremer Dortmund, huidige verblijfplaats onbekend.
- De boetende Maria Magdalena, olieverf op paneel, gesigneerd LG en gedateerd ANO DNI 1539, particuliere collectie Augsburg daarna collectie Lady Glenconnor, geveild bij Sotheby in 1977, huidige verblijfplaats onbekend.
- De Heilige Hieronymus, gesigneerd en gedateerd 1539, olieverf op paneel, 51 x 64 cm. National Galery Lviv (Oekraïne), voorheen collectie I. Yacovych
- Het offer van Abraham, 1539, olieverf op paneel, 35.5 x 53.3 cm., Museum Helmond, Helmond..
- Landschap met de genezing van de blinde, olieverf op paneel, gesigneerd LG ANNO 1540, 48,5 x70,7 cm. te zien tijdens de Exposition des primitifs flamands Bruges,  gekocht van de Weber Collectie in 1912, te koop bij Lempertz Keulen in 2015, nu in de collectie van het Unter Tage Museum Bochum.
- Het offer van Abraham, olieverf op paneel, gesigneerd LG en gedateerd 1540, 50x85 cm, particuliere collectie België.
- De vlucht naar Egypte, olieverf op paneel, gesigneerd LG en gedateerd 1540, 76x94 cm., Alte Pinakothek München.
- De parabel van het graan en het onkruid, olieverf op paneel, gesigneerd LG en gedateerd 1540, 85.4x104.1 cm. verkocht door Christie’s Londen op 16 December 1998, verblijfplaats onbekend.

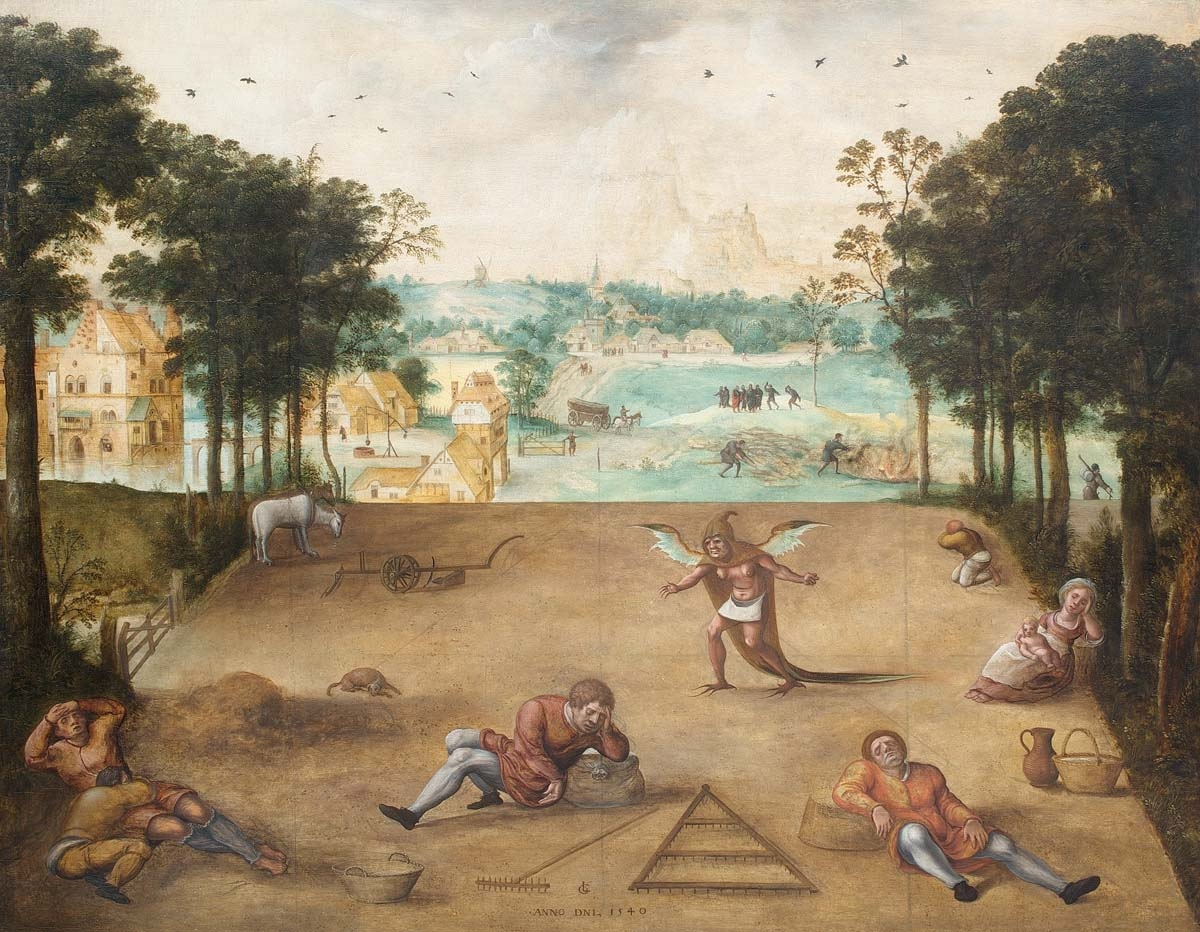

- De tuin van Eden, olieverf op paneel, 31,5x57 cm., huidige verblijfplaats onbekend.
- David en Bathseba, olieverf op paneel, gesigneerd LG en gedateerd ANO DNI 1540, afmetingen onbekend, collectie M. Guecchi, Parma, daarna particuliere collectie in Como.
- De vlucht naar Egypte, olieverf op paneel, gesigneerd LG en gedateerd 1542, 70x90 cm., Dienst voor ’s Rijks verspreide Kunstvoorwerpen, bruikleen aan het Bonnefanten mu- seum Maastricht.
- De doop van Christus in de Jordaan, olieverf op paneel, 1542, gesigneerd LG en gedateerd ANO 1542, 70x83 cm., voorheen collectie F. Stuyck Antwerpen nu in onbekende collectie.
- De Kopermijn, olieverf op paneel, gesigneerd LG en gedateerd ANO 1544, 56x106 cm., Koninklijke Musea voor Schone Kunsten Brussel.
- Juda en Tamar, olieverf op paneel, gesigneerd LG en gedateerd 1548, 71 x 114 cm, Kunsthistorisches Museum Wenen.
- Noli me Tangere, olieverf op paneel, gesigneerd LG en gedateerd ANO 1550, Collectie Schottenstift Wenen, collectie Butta Praag, Collectie Plandiura Barcelona, Národní Galerie v Praze/Nationaal Museum Praag.
- Panoramisch berglandschap met Christus en de vrouw uit Kanaän,  gesigneerd LG en niet gedateerd, tekening met pen en bruine inkt, 28,6x38,3 cm., verkocht door Sotheby’s Amsterdam 9-11-1999, Metropolitan Museum New York.
- Landschap met palmboom, gesigneerd LG en gedateerd 1560, pentekening, Kupferstichkabinett, Berlijn.
- Abraham en de drie engelen, gesigneerd LG en gedateerd 1568, pentekening, Kupferstichkabinett, Berlijn.
- Panoramisch landschap met de doop van Christus in de Jordaan. Hieronymus Cock (uitg.) Johannes van Doetecum en Lucas van Doetecum (graveurs), rond 1560, Prentenkabinet van het Rijksmuseum Amsterdam/ Noordbrabants Museum Den Bosch/Museum Helmond.
- Heilige Hieronymus in de woestijn, Hieronymus Cock (uitg.) Johannes van Doetecum en Lucas van Doetecum (graveurs), rond 1560, Noordbrabants Museum Den Bosch/ Prentenkabinet van de Koninklijke Bibliotheek Brussel.
- De ontmoeting tussen Abraham en de drie Engelen,  Hieronymus Cock (uitg) Johannes of Lucas van Doetecum, 1560 - 1564, Rijksmuseum Amsterdam.

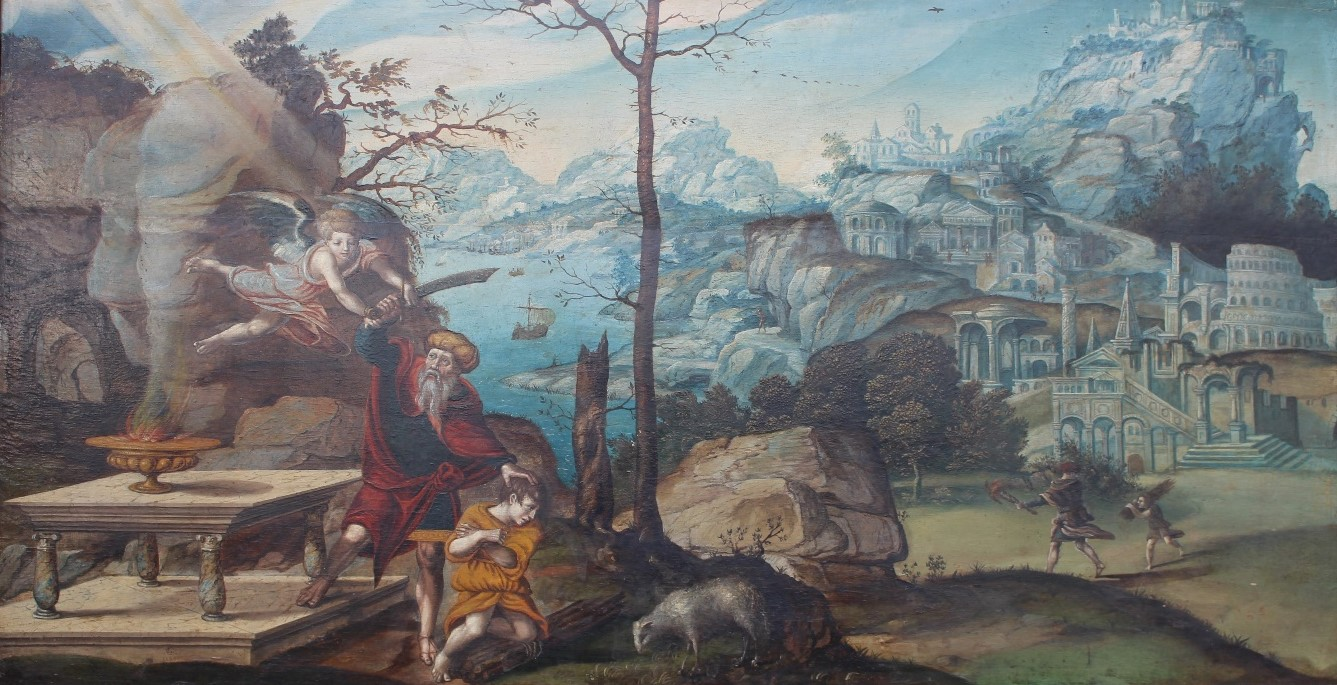

- Jonas bij Nineve, Hieronymus Cock (uitg.) Johannes van Doetecum en Lucas van Doetecum (graveurs), rond 1560, Noordbrabants Museum Den Bosch/ Bibliotheque Nationale Parijs.
- De Heilige Antonius in de woestijn, Hieronymus Cock (uitg.), Johannes van Doetecum en Lucas van Doetecum (graveurs), rond 1560, Noordbrabants Museum Den Bosch/ Prentenkabinet van de Koninklijke Bibliotheek Brussel.